# Taybor Pepper
Taybor Pepper (Urbana, 28 maggio 1994) è un giocatore di football americano statunitense che milita nel ruolo di long snapper per i San Francisco 49ers della National Football League (NFL).

## Carriera

### Green Bay Packers
Dopo non essere stato scelto nel Draft NFL 2016, Pepper non trovò alcuna squadra in quella stagione. Il 27 gennaio 2017 firmò un contratto da riserva con i Green Bay Packers.

### Baltimore Ravens
Il 28 agosto 2017 Pepper firmò con i Baltimore Ravens ma fu svincolato quattro giorni dopo.

### Ritorno ai Green Bay Packers
Il 25 settembre 2017 Pepper rifirmò con i Packers per sostituire l'infortunato Brett Goode. Il 3 novembre 2017 fu inserito in lista infortunati per una frattura a un piede subita in allenamento.

### New York Giants
Il 2 gennaio 2019 Pepper firmò un contratto da riserva con i New York Giants. Fu svincolato il 31 agosto 2019.

### Miami Dolphins
Il 2 settembre 2019 Pepper firmò con i Miami Dolphins. Fu svincolato il 26 aprile 2020.

### San Francisco 49ers
Il 30 settembre 2020 Pepper firmò con i San Francisco 49ers. Il 28 dicembre 2020 fu inserito nella lista dei positivi al COVID-19, e fu attivato il 2 febbraio 2021. Il 4 febbraio 2021 firmò un nuovo contratto biennale.
Il 25 febbraio 2023 Pepper firmò un nuovo contratto triennale con i San Francisco 49ers.

## Palmarès
- National Football Conference Championship: 1

San Francisco 49ers: 2023